# Synagoga v Lunéville
Synagoga v Lunéville je druhou synagogou postavenou ve francouzském království po vyhnání Židů v roce 1394, po synagoze v Phalsbourgu. Stavbu inicioval správce místní židovské obce, Abraham Isaac Brisac; architektem byl Augustin Charles Piroux. Synogoga spíš připomíná pavilon ve stylu Ludvíka XVI. Dnes je stavba volně přístupná, nestíněná v pohledu z ulice, ale v době svého vzniku byla schována za domem, aby nebyla příliš viditelná.
O dva roky později, v roce 1788, byla otevřena synagoga v Nancy.
Na průčelí je francouzský nápis: Au Dieu d'Israël, par permission du roy de France, l'an 1786, který je nyní překryt hebrejským וּפָנִיתָ אֶל-תְּפִלַּת עַבְדְּךָ.
Stavba je od 15. července 1980 kulturní památkou.